# Amblysellus laticeps
Amblysellus laticeps är en insektsart som beskrevs av Rauno E. Linnavuori och Delong 1979. Amblysellus laticeps ingår i släktet Amblysellus och familjen dvärgstritar. Inga underarter finns listade i Catalogue of Life.